# Mihai Bălașa
Mihai Alexandru Bălașa (Târgoviște, 14 januari 1995) is een Roemeens voetballer die bij voorkeur als centrale verdediger speelt. Hij verruilde in juli 2013 Viitorul Constanța voor AS Roma.

## Clubcarrière
Bălașa debuteerde op 20 augustus 2012 voor Viitorul Constanța in de Liga 1, tegen CS Gaz Metan Mediaș. Hij speelde 23 competitiewedstrijden voor de club gedurende het seizoen 2012/13.

## Interlandcarrière
Onder leiding van bondscoach Cosmin Contra maakte Bălașa zijn debuut voor Roemenië op zondag 8 oktober 2017 in de WK-kwalificatiewedstrijd in en tegen Denemarken (1-1), net als invaller Nicușor Bancu (Univ. Craiova).

## Erelijst
| Cupa României | 1x | 2020/21 |

1 Straton ·
2 Crețu ·
3 Panțîru ·
4 Miron ·
5 Simion ·
6 Haruț ·
7 Coman ·
8 Filip ·
9 Vukušić ·
10 Tănase  ·
11 Moruțan ·
12 Udrea ·
16 Nedelcu ·
17 Cristea ·
18 Soiledis ·
20 Vînă ·
21 Buziuc ·
23 Ov. Popescu · 
24 Ion · 
25 Perianu · 
26 Oaidă · 
27 Olaru ·
28 Pantea ·
32 Târnovanu ·
33 Radunović ·
37 Oct. Popescu ·
39 Moldovan ·
40 Fulga ·
89 Șut ·
92 Niță ·
99 Vlad ·
Coach: Petrea